# Laraesima scutellaris
Laraesima scutellaris är en skalbaggsart som beskrevs av Thomson 1868. Laraesima scutellaris ingår i släktet Laraesima och familjen långhorningar. Inga underarter finns listade i Catalogue of Life.